# Łuk koszowy

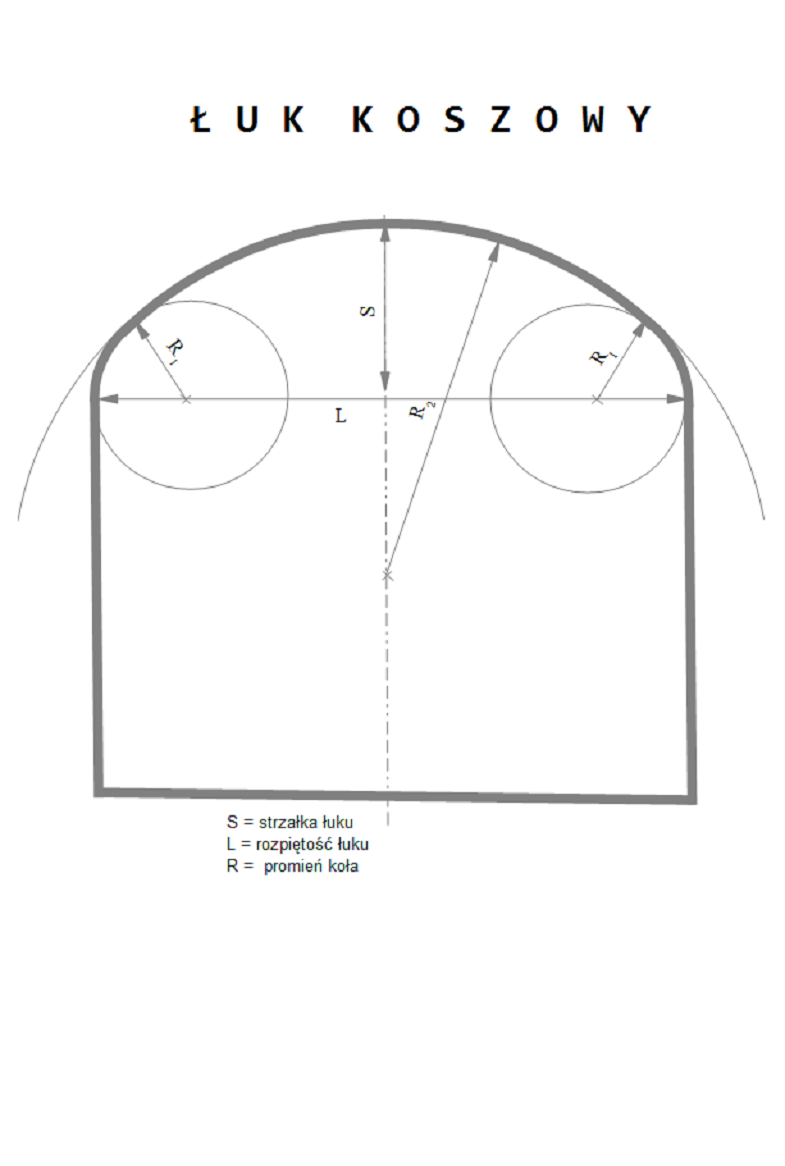
Łuk koszowy

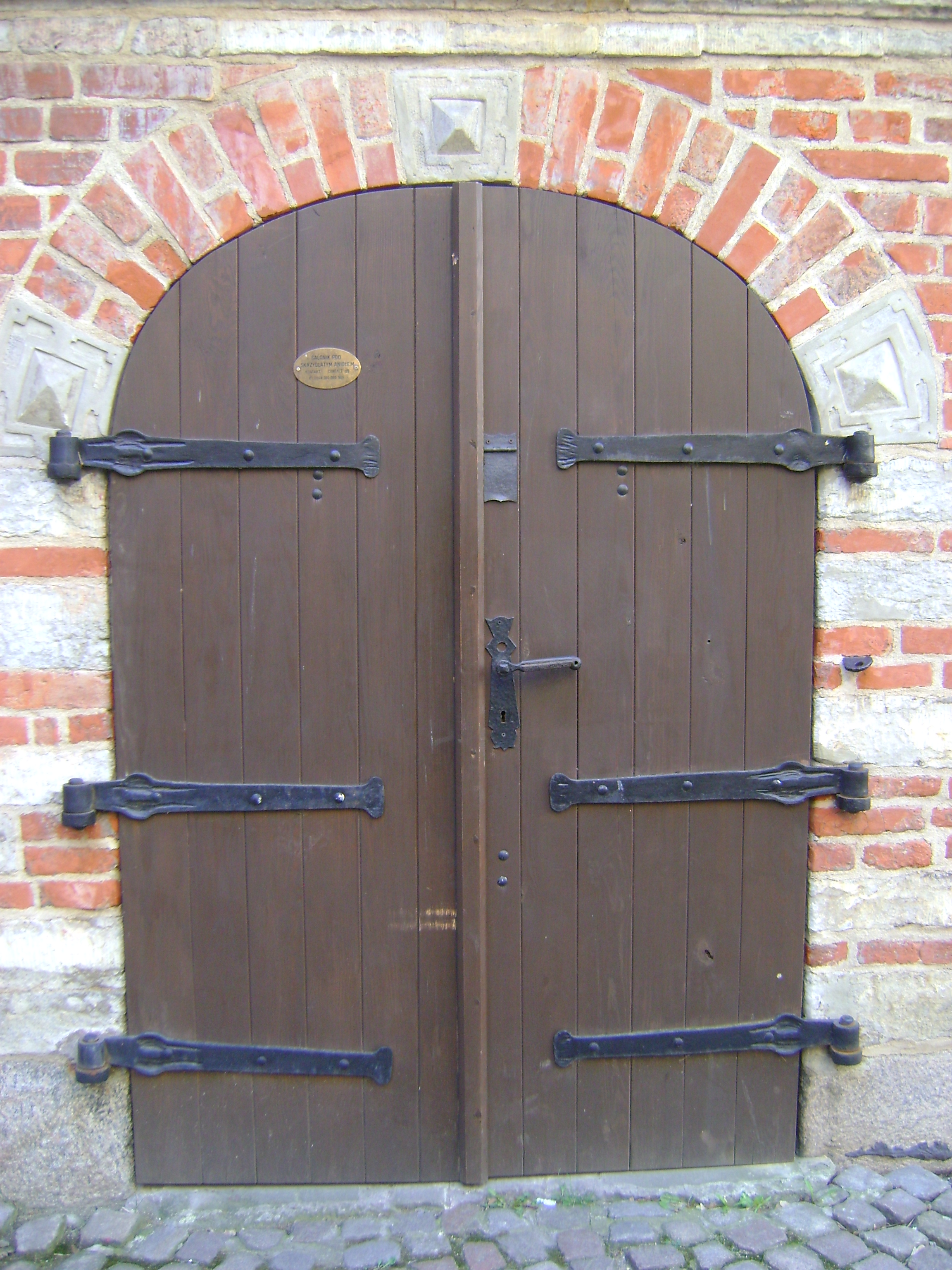
Brama zwieńczona łukiem koszowym

Łuk koszowy – łuk sklepienny koszowy, element konstrukcyjny w kształcie łuku wsparty na obu końcach na filarach.  Stosowany w architekturze jako sklepienie, do przykrywania wszelkiego typu otworów. Występuje w architekturze nowożytnej czasami w okresie baroku i rokoka.
Łuk koszowy sklepienny, składa się z co najmniej z trzech łuków kołowych o różnych promieniach, skierowanych w tym samym kierunku i stycznych do siebie. Dolne płaszczyzny ramion zakryte w głębi muru, noszą nazwę nasad, powierzchnie boczne są zwane czołami, powierzchnia górna – grzbietem, dolna podłuczem. Naroże między grzbietem a pionową ścianą nazywa się pachą. Odległość mierzona w poziomie pomiędzy punktami podparcia nazywa się rozpiętością łuku a wysokość  mierzona od linii łączącej podpory do najwyższego punktu na łuku nazywa się strzałką łuku. W środkowej części łuku zabudowany jest kliniec szczytowy – zwornik.
Łuki koszowe zaliczane są do łuków obniżonych, strzałka łuku wynosi zwykle poniżej 1/2 rozpiętości otworu, który zwieńcza łuk. Mury lub filary, na których opiera się łuk, mają szerokość od 1/4 do 1/2 rozpiętości otworu.
Łuki o strzałce większej niż połowa rozpiętości łuku zaliczane są do grupy łuków podwyższonych.
Łuki koszowe składające się z co najmniej z dwóch i więcej łuków  mają szerokie zastosowanie w budownictwie drogowym i kolejowym przy projektowaniu i budowie łuków na drogach i liniach kolejowych w celu ominięcia naturalnych przeszkód terenowych.